# Thorkel Fieldsted
Torchild "Thorkel" Jonsson Fieldsted (født 30. november 1741 på Island, død 19. november 1796 i København) var en dansk stiftamtmand.
Han blev født på Island, hvor faderen var præst, blev student 1762 fra Roskilde Skole og cand.jur. 1766. 1767 blev han højesteretsadvokat og 1769 lagmand på Færøerne, hvortil han dog ikke synes at være kommet, og samme år medlem af Det Kongelige Danske Landhusholdningsselskab. 22. april 1772 udnævntes han til amtmand i Finmarken, hvor hans arbejde bedømmes strengt i et brev fra professor Laurids Smith til Johan Bülow, og han forflyttedes 11. november 1778 i samme egenskab til Bornholms Amt. Om dette embede siger han selv i sin afhandling om Bornholm, at det er unyttigt og godt kan overtages af kommandanten. 23. juni 1780 sluttede hans amtmandstid, og han blev etatsråd og lagmand i Christianssand og 1786 stiftamtmand i Trondhjem, hvorfra han 1795 drog til København. Her opnåede han 13. februar 1796 at blive meddirektør i Postamtet, men døde allerede 19. november samme år, 55 år gammel. Det hedder i Lærde Efterretninger ved hans død, at man af hans levende geni, lyse hoved og driftige ånd kunne, om han havde levet længere, ventet gavn for litteraturen, især for den gamle islandske. 1774 var han blevet medlem af Det kgl. danske Videnskabsselskab. Peter Friderich Suhm, der kalder sig hans ven, skrev en latinsk gravskrift over ham. Hans lille skrift om en ny handelsindretning i Island, hvori han foreslår oprettelsen af nogle frie handelskolonier til ophjælpning af fiskerierne, handelen m.m., skaffede ham 1783 Landhusholdningsselskabets 2. guldmedalje og udkom i to oplag. Som amtmand i Trondhjem skrev han 1792 et forslag til bygdemagasiners oprettelse i Trondhjems Stift (til hjælp under uår), der modtoges velvillig af kritikken.
1772 blev han gift med Anna Birgitte Wildenrath (døbt i København 2. april 1751, død 3. juli 1810), datter af oberst Johan Wildenrath og Cathrine Malene, født Kaas. Datteren Johanne Magdalene blev gift med Johan Christopher Hoppe.

## Skrifter
- Om Bornholm (København, 1791) [I: Frederik Thaarup: Materialer til det danske Monarkies Statistik]
- Forslag til Bøjgdemagasiners Oprettelse i Trondhiems Amt (Trondheim, 1792)